# Abdulaziz Ladan Mohammed
Abdulaziz Ladan Mohammed, né le 7 janvier 1991 à Djeddah, est un athlète saoudien, spécialiste du 800 mètres.

## Biographie
Il remporte la médaille de bronze du 800 mètres lors des championnats d'Asie juniors de 2010, à Hanoï.
Lors des championnats d'Asie 2013, à Pune, en Inde, il remporte la médaille d'argent derrière le Qatarien Musaab Abdelrahman Balla, dans le temps de 1 min 47 s 01. Quelques jours plus tard, le 13 juillet lors du meeting d'Heusden-Zolder, il porte son record personnel à 1 min 44 s 36. Il participe aux championnats du monde 2013 de Moscou et se qualifie pour sa première finale d'un championnat inter-continental grâce à son temps de 1 min 44 s 10 établi lors des demi-finales (record personnel). Il se classe finalement huitième et dernier de la finale en 1 min 46 s 57. Fin septembre, à Palembang en Indonésie, il améliore de nouveau son record personnel en 1 min 43 s 86.

## Palmarès
| Date | Compétition                 | Lieu      | Résultat | Temps         |
| ---- | --------------------------- | --------- | -------- | ------------- |
| 2009 | Championnats d'Asie         | Guangzhou | 8e       | 1 min 53 s 69 |
| 2010 | Championnats d'Asie juniors | Hanoï     | 3e       | 1 min 48 s 97 |
| 2013 | Championnats panarabes      | Doha      | 3e       | 1 min 46 s 70 |
| 2013 | Championnats d'Asie         | Pune      | 2e       | 1 min 47 s 01 |
| 2013 | Championnats du monde       | Moscou    | finale   | DSQ           |

## Records
| Épreuve | Performance   | Lieu           | Date            |
| ------- | ------------- | -------------- | --------------- |
| 800 m   | 1 min 44 s 36 | Heusden-Zolder | 13 juillet 2013 |